# Adutora Forquilha
A Adutora Forquilha é uma adutora brasileira situada nos municípios cearenses de Sobral e Forquilha, que conecta as águas do açude Açude Forquilha e o rio Acaraú Sua finalidade é de completar o fluxo ascendente, tem a extensão de 28,77 km, e beneficia a população dos distritos de Forquilha (Trapiá, Salgado dos Machados), cerca de 28.795 habitantes,